# 히가시구 (나고야시)
히가시구(일본어: 東区)는 일본 아이치현 나고야시를 구성하는 16개 구 중 하나이다.

## 지리
히가시구는 국도 19호선, JR 주오 본선에 의해서 크게 세 지역으로 나뉜다. 남서부에는 주요 기업과 NHK 나고야 방송국, 도카이 TV, 도카이 라디오 방송, 아이치 국제방송 등 방송국의 본사, 지사가 늘어서 있어 나카구와 함께 나고야의 상업 중심지로 기능하고 있다.
북동부에는 미쓰비시 전기 나고야 제작소를 포함한 공업 지구가 있으며 전자기기, 담배 산업이 번성한다. 도쿠가와에는 도쿠가와 미술관, 겐추지, 메이지 시대의 모습이 남아 있는 시라카베, 지카라 지구가 있다. 남부에는 사쿠라도리, 니시키도리가 횡단하고 지하철 사쿠라도리선, 히가시야마선이 통과하며 나고야시 예술창조센터가 있다.
나고야시 16개 구 중에서 가장 면적이 작다. 나카구와 함께 나고야의 도심을 구성하는 중심부이며 오랜 세월 도넛화 현상으로 인구가 유출하고 있었지만 최근 오소네역 주변의 재개발이나 맨션 건설 등으로 다시 인구가 증가하고 있다. 일본 프로 야구 센트럴 리그 팀이자 주니치 드래건스의 홈구장인 나고야 돔이 위치한다.

## 인접한 자치체
나카구, 기타구, 모리야마구, 지쿠사구

## 교통

### 철도
- 나고야시 교통국(나고야 시영 지하철)
  - 히가시야마선
  - 메이조선
  - 사쿠라도리선

- 도카이 여객철도
  - 주오 본선

- 나고야 철도
  - 세토선

- 나고야 가이드웨이 버스
  - 시타미선

### 도로
- 나고야 고속도로
- 국도 19호선
- 국도 41호선